# Monsonia marlothii
Monsonia marlothii är en näveväxtart som först beskrevs av Adolf Engler, och fick sitt nu gällande namn av F. Albers. Monsonia marlothii ingår i släktet hottentottnävor, och familjen näveväxter. Inga underarter finns listade i Catalogue of Life.